# 選抜高等学校野球大会 (島根県勢)
選抜高等学校野球大会においての島根県勢の成績について記す。

## 大会結果
| 大会                 | 選出校                            | 試合結果 | 試合結果                 | 成績     |
| -------------------- | --------------------------------- | -------- | ------------------------ | -------- |
| 1925年（第2回大会）  | 島根商（初出場）                  | 1回戦    | ● 2 - 11 愛知一中        | 初戦敗退 |
| 1926年（第3回大会）  | 島根商（2年連続2回目）            | 1回戦    | ● 0 - 1 早稲田実         | 初戦敗退 |
| 1928年（第5回大会）  | 島根商（2年ぶり3回目）            | 1回戦    | ● 0 - 5 静岡中           | 初戦敗退 |
| 1941年（第18回大会） | 大田中（初出場）                  | 1回戦    | ● 0 - 8 一宮中           | 初戦敗退 |
| 1947年（第19回大会） | 松江中（初出場）                  | 2回戦    | ● 0 - 1 津島中           | 初戦敗退 |
| 1951年（第23回大会） | 浜田（初出場）                    | 1回戦    | ● 5 - 11 熊本商          | 初戦敗退 |
| 1961年（第33回大会） | 松江商（33年ぶり4回目）           | 1回戦    | ○ 3 - 0 尼崎北           | ベスト8  |
| 1961年（第33回大会） | 松江商（33年ぶり4回目）           | 2回戦    | ○ 4 - 0 撫養             | ベスト8  |
| 1961年（第33回大会） | 松江商（33年ぶり4回目）           | 準々決勝 | ● 3 - 9 平安             | ベスト8  |
| 1962年（第34回大会） | 出雲産（初出場）                  | 2回戦    | ● 0 - 3 中京商           | 初戦敗退 |
| 1966年（第38回大会） | 邇摩（初出場）                    | 1回戦    | ● 2 - 8 室蘭工           | 初戦敗退 |
| 1969年（第41回大会） | 大田（28年ぶり2回目）             | 1回戦    | ● 4 - 9 丸亀商           | 初戦敗退 |
| 1970年（第42回大会） | 江津工（初出場）                  | 2回戦    | ● 0 - 5 北陽             | 初戦敗退 |
| 1971年（第43回大会） | 浜田（20年ぶり2回目）             | 1回戦    | ● 3 - 4 坂出商           | 初戦敗退 |
| 1972年（第44回大会） | 松江商（11年ぶり5回目）           | 1回戦    | ○ 3 - 1 名護             | 2回戦    |
| 1972年（第44回大会） | 松江商（11年ぶり5回目）           | 2回戦    | ● 0 - 6 日大桜丘         | 2回戦    |
| 1973年（第45回大会） | 松江商（2年連続6回目）            | 1回戦    | ○ 2 - 1 福井商           | 2回戦    |
| 1973年（第45回大会） | 松江商（2年連続6回目）            | 2回戦    | ● 0 - 1 広島商           | 2回戦    |
| 1976年（第48回大会） | 大社（初出場）                    | 1回戦    | ● 7 - 8 習志野           | 初戦敗退 |
| 1978年（第50回大会） | 益田（初出場）                    | 1回戦    | ● 0 - 3 浜松商           | 初戦敗退 |
| 1980年（第52回大会） | 松江商（7年ぶり7回目）            | 1回戦    | ○ 7 - 3 東農大二         | 2回戦    |
| 1980年（第52回大会） | 松江商（7年ぶり7回目）            | 2回戦    | ● 3 - 10 東北            | 2回戦    |
| 1982年（第54回大会） | 浜田（11年ぶり3回目）             | 1回戦    | ○ 10 - 5 丸亀商          | 2回戦    |
| 1982年（第54回大会） | 浜田（11年ぶり3回目）             | 2回戦    | ● 1 - 2 PL学園           | 2回戦    |
| 1983年（第55回大会） | 大社（7年ぶり2回目）              | 1回戦    | ○ 2 - 0 峡南             | ベスト8  |
| 1983年（第55回大会） | 大社（7年ぶり2回目）              | 2回戦    | ○ 6 - 5 東北             | ベスト8  |
| 1983年（第55回大会） | 大社（7年ぶり2回目）              | 準々決勝 | ● 0 - 8 池田             | ベスト8  |
| 1987年（第59回大会） | 大田（18年ぶり3回目）             | 1回戦    | ● 2 - 11 明野            | 初戦敗退 |
| 1989年（第61回大会） | 松江東（初出場）                  | 1回戦    | ○ 10 - 2 佐賀商          | 2回戦    |
| 1989年（第61回大会） | 松江東（初出場）                  | 2回戦    | ● 1 - 2 近大付           | 2回戦    |
| 1991年（第63回大会） | 邇摩（25年ぶり2回目）             | 1回戦    | ● 4 - 8 大野             | 初戦敗退 |
| 1994年（第66回大会） | 江の川（初出場）                  | 1回戦    | ● 0 - 3 金沢             | 初戦敗退 |
| 1998年（第70回大会） | 出雲北陵（初出場）                | 2回戦    | ● 0 - 5 東福岡           | 初戦敗退 |
| 1999年（第71回大会） | 浜田（17年ぶり4回目）             | 1回戦    | ○ 5 - 3 東海大三         | 2回戦    |
| 1999年（第71回大会） | 浜田（17年ぶり4回目）             | 2回戦    | ● 3 - 5 沖縄尚学         | 2回戦    |
| 2002年（第74回大会） | 松江北（21世紀枠・55年ぶり2回目） | 1回戦    | ● 3 - 5 福井商           | 初戦敗退 |
| 2003年（第75回大会） | 隠岐（21世紀枠・初出場）          | 2回戦    | ● 1 - 15 浦和学院        | 初戦敗退 |
| 2009年（第81回大会） | 開星（初出場）                    | 1回戦    | ○ 4 - 2 慶応             | 2回戦    |
| 2009年（第81回大会） | 開星（初出場）                    | 2回戦    | ● 3 - 4 箕島（延長11回） | 2回戦    |
| 2010年（第82回大会） | 開星（2年連続2回目）              | 1回戦    | ● 1 - 2 向陽             | 初戦敗退 |
| 2013年（第85回大会） | 益田翔陽（21世紀枠・初出場）      | 2回戦    | ● 0 - 8 聖光学院         | 初戦敗退 |
| 2016年（第88回大会） | 開星（6年ぶり3回目）              | 1回戦    | ● 2 - 6 八戸学院光星     | 初戦敗退 |
| 2020年（第92回大会） | 平田（21世紀枠・初出場）          | 交流試合 | ● 0 - 4 創成館           | （中止） |

## 通算成績
| 出場 | 試合 | 勝利 | 敗戦 | 引分 | 勝率 | 優勝 | 準優勝 | ベスト4 | ベスト8 |
| ---- | ---- | ---- | ---- | ---- | ---- | ---- | ------ | ------- | ------- |
| 32   | 42   | 11   | 31   | 0    | .262 | 0    | 0      | 0       | 2       |

## 学校別成績
| 校名       | 出場 | 直近出場 | 勝敗   | 最高成績 | 前身校 |
| ---------- | ---- | -------- | ------ | -------- | ------ |
| 松江商     | 7回  | 1980年   | 5勝7敗 | ベスト8  | 島根商 |
| 浜田       | 4回  | 1999年   | 2勝4敗 | 2回戦    |        |
| 開星       | 3回  | 2016年   | 1勝3敗 | 2回戦    |        |
| 大田       | 3回  | 1987年   | 0勝3敗 | 初戦敗退 | 大田中 |
| 大社       | 2回  | 1983年   | 2勝2敗 | ベスト8  |        |
| 松江北     | 2回  | 2002年   | 0勝2敗 | 初戦敗退 | 松江中 |
| 邇摩       | 2回  | 1991年   | 0勝2敗 | 初戦敗退 |        |
| 松江東     | 1回  | 1989年   | 1勝1敗 | 2回戦    |        |
| 出雲商     | 1回  | 1962年   | 0勝1敗 | 初戦敗退 | 出雲産 |
| 江津工     | 1回  | 1970年   | 0勝1敗 | 初戦敗退 |        |
| 益田       | 1回  | 1978年   | 0勝1敗 | 初戦敗退 |        |
| 石見智翠館 | 1回  | 1994年   | 0勝1敗 | 初戦敗退 | 江の川 |
| 出雲北陵   | 1回  | 1998年   | 0勝1敗 | 初戦敗退 |        |
| 隠岐       | 1回  | 2003年   | 0勝1敗 | 初戦敗退 |        |
| 益田翔陽   | 1回  | 2013年   | 0勝1敗 | 初戦敗退 |        |
| 平田       | 1回  | 2020年   |        |          |        |